# Quéant Mountain
Quéant Mountain är ett berg i Kanada.   Det ligger på gränsen mellan Alberta och British Columbia, i den västra delen av landet, 3 100 km väster om huvudstaden Ottawa. Toppen på Quéant Mountain är 3 113 meter över havet. Quéant Mountain ingår i Rocky Mountains.
Terrängen runt Quéant Mountain är huvudsakligen bergig, men norrut är den kuperad.Trakten runt Quéant Mountain är nära nog obefolkad, med mindre än två invånare per kvadratkilometer.. Det finns inga samhällen i närheten. 
Trakten runt Quéant Mountain är permanent täckt av is och snö.